# Enneapterygius howensis
Enneapterygius howensis es una especie de pez de la familia Tripterygiidae en el orden de los Perciformes.

## Morfología
• Los machos pueden llegar alcanzar los 3,5 cm de longitud total.

## Hábitat
Es un pez de mar  y de clima tropical y asociado a los arrecifes de coral que vive hasta los 3 m de profundidad.

## Distribución geográfica
Se encuentra en la Isla Lord Howe.